# Moran Buttress
Moran Buttress ist ein steiles Felsenkliff im westantarktischen Marie-Byrd-Land. Die über 2600 m hohe Formation ragt zwischen dem Davisville- und dem Quonset-Gletscher entlang der Nordseite der Wisconsin Range in den Horlick Mountains auf.
Der United States Geological Survey kartierte es anhand eigener Vermessungen und mittels Luftaufnahmen der United States Navy zwischen 1960 und 1964. Das Advisory Committee on Antarctic Names benannte es 1967 nach Lieutenant Commander Clifford D. Moran (1930–2012) von der US-Navy, Pilot bei den Deep Freeze Operationen der Jahre 1966 und 1967.